# 河越泰重
河越 泰重（かわごえ やすしげ）は、鎌倉時代中期の武蔵国入間郡河越館の武将。鎌倉幕府御家人。河越重時の嫡男。河越氏当主。

## 生涯
北条氏得宗家当主・鎌倉幕府第3代執権・北条泰時より偏諱を受けて泰重と名乗る。
『吾妻鏡』における初見は文暦2年（1235年）6月29日、第4代将軍・藤原頼経の出御に後陣の随兵として従っている記録である。嘉禎2年（1236年）8月4日、頼経の新御所宇都宮辻子への移転に布衣（狩衣）で供奉する。嘉禎3年（1237年）4月、大倉新御堂の上棟式に将軍随兵として従う。渡御始の供奉人を務める。同年7月、将軍の寺社供養に先陣の随兵を務める。
嘉禎4年（1238年）2月17日、将軍頼経の上洛に随兵として従う。6月の春日社参詣に供奉。10月3日、将軍・頼経が鞍馬寺の上棟に奉納する馬・剣・砂金を届ける使いを務める。
仁治2年（1241年）8月25日、将軍・頼経の曼荼羅供の義に随兵として参列。仁治4年（1243年）7月17日、将軍の御共結番に選ばれる。寛元（1244年）6月13日、新将軍・藤原頼嗣の元服、御行始めの義で先陣の随兵一番を務める。同年8月15日、第5代将軍となった藤原頼嗣とその父で前将軍藤原頼経の鶴岡八幡宮放生会御参に先陣の随兵先頭を務める。
仁治3年（1242年）に執権・泰時が死去して以降、水面下で将軍派の有力御家人と執権・北条氏の対立が発生する中、泰重は定期的に有力一族の代表として将軍出御の供奉人を務め、随兵先陣に位置付けられている。
家督は子の経重が継いだ。